# Heinrich Göllnitz
Heinrich Göllnitz (30 de Agosto de 1909 - 17 de Maio de 1943) foi um comandante de U-Boot que serviu na Kriegsmarine durante a Segunda Guerra Mundial.